# Haya Rashed al-Khalifa
Schejka Haya Rashed al-Khalifa (arabiska: هيا راشد آل خليفة), född 18 oktober 1952 i Bahrain, är bahrainsk diplomat som var ordförande i FN:s generalförsamling (den 61:a i ordningen) 2006–2007.
Hon blev advokat 1979 och har tidigare varit Bahrains ambassadör i Frankrike. För närvarande är hon hovrådgivare till Bahrains kungahus. När hon efterträdde Jan Eliasson den 12 september 2006 blev hon den första kvinnliga ordföranden för generalförsamlingen från arabvärlden och den tredje kvinnan någonsin på posten.